# Пауль Еренфест
Пауль Еренфест (нім. Paul Ehrenfest; 18 січня 1880, Відень — 25 вересня 1933, Амстердам) — австрійський та нідерландський фізик-теоретик. Член Нідерландської АН, іноземний член АН СРСР (1924). Творець найбільшої наукової школи.

## Біографія
Пауль Еренфест народився і виріс в Відні, в єврейській родині, що походила з Моравії. Його батьки, Зигмунд Еренфест і Йоханна Еллінек, тримали бакалійний магазин. Хоча сім'я Еренфеста не була надто релігійною, Пауль відвідував курси івриту й історії євреїв. Пізніше він завжди наголошував на своєму єврейському походженні. Після випуску зі школи Еренфест вступив до гімназії, де його улюбленим предметом була математика.
У 1904 році Еренфест закінчив Віденський університет, де під керівництвом Л. Больцмана вивчав кінетичну теорію та термодинаміку. Університетські курси стимулювали Еренфеста зайнятися теоретичною фізикою. У той час була поширена практика навчання більш ніж в одному виші, тому Еренфест вступив до Геттінгенського університету, який був найважливішим центром математичної і теоретичної фізики. Там він зустрів свою майбутню дружину — Тетяну Афанасьєву, що походила з Російської імперії і стажувалася в Геттінгені. Слід зазначити, що навесні 1903 року, під час короткої поїздки до Лейдена, Еренфест познайомився з Гендріком Антоном Лоренцем.
У той же час Еренфест готував дисертацію на тему руху негнучких тіл у рідинах. Він здобув докторський ступінь 23 червня 1904 року у Відні, де він жив з 1904 по 1905. Потім, у вересні 1906 року, Еренфест повернувся назад в Геттінген. Він не встиг побачитися з Больцманом до смерті останнього 5 вересня 1906 року. Еренфест написав досить великий некролог, де виклав більшу частину досягнень Больцмана. Фелікс Клейн, головний редактор Науково-Математичної Енциклопедії, розраховував, що Больцман напише огляд з статистичної механіки. Тепер же він попросив Еренфеста зайнятися цим. Разом з дружиною Еренфест працював над завданням кілька років; робота була надрукована лише у 1911 році.
У 1907 році подружжя переїхало у Санкт-Петербург, де Еренфест познайомився з Абрамом Федоровичем Йоффе та іншими молодими російськими фізиками, читав лекції в Петербурзькому політехнічному інституті, вів на дому теоретичний семінар. Однак, ізольований від наукового товариства і без шансів на постійну викладацьку роботу, він через кілька років вирішив повернутися в Західну Європу. На початку 1912 року Еренфест зробив невелику подорож по університетах Німеччини та Австрії, зустрівся з М. Планком в Берліні, своїм старим другом Герглотцем (нім. Herglotz) в Лейпцигу, Арнольдом Зоммерфельдом в Цюриху. Після першої зустрічі з Альбертом Ейнштейном у Празі, вони стають близькими друзями. Ейнштейн запропонував Еренфесту працювати у Празі, однак незабаром надійшла пропозиція Гендріка Лоренца замінити його на професорської посади в Лейденському університеті. Відмовитися від такої приємної пропозиції Еренфест не міг: у грудні 1912 року він урочисто вступив на посаду.
Відразу ж після поселення у Лейден Еренфест організував семінар, який відвідували багато провідних вчених Європи та Америки (досить згадати імена А. Ейнштейна та Н. Бора) і на якому обговорювалися найважливіші питання становлення квантової механіки та статистичної фізики. З'явилися перші голландські учні Еренфеста, багато молодих вчених приїжджали в Лейден на стажування. Еренфест не порвав зв'язки з Росією, запрошував працювати до себе молодих радянських вчених, сам неодноразово відвідував СРСР (1924, 1929—1930, 1933).
Останні роки життя Еренфеста були затьмарені важкими сумнівами у власних силах, у своїй здатності внести вклад в науку і відповідати займаній посаді. Ця ситуація погіршувалася сімейними проблемами (хворобою сина), життя стало для нього важким тягарем. 25 вересня 1933 року Еренфест наклав на себе руки.

## Наукова діяльність
Основні праці присвячені обґрунтуванню статистичної механіки, квантової теорії, теорії відносності, теорії фазових переходів. У 1911 Еренфест спільно зі своєю дружиною Т. О. Афанасьєвою провів логічний аналіз статистичної механіки (так звана «модель урн») і висунув квазіергодичну гіпотезу.
У квантовій теорії розробив метод адіабатичних інваріантів (1916), сформулював теорему про середні значення квантово-механічних величин (теорема Еренфеста, 1927). У 1931 році спільно з Р. Оппенгеймером розглянув статистичні властивості атомних ядер: ядра з непарним атомним номером підкоряються статистиці Фермі-Дірака, а з парним — статистиці Бозе-Ейнштейна (теорема Еренфеста-Оппенгеймера). Це привело Еренфеста до думки про недостатність протон-електронної гіпотези будови ядер, що існувала в той час, для пояснення експериментальних результатів.
У 1933 році Еренфест ввів поняття фазових переходів другого роду, вивів так звані співвідношення Еренфеста.
У 1910 році Еренфест першим запропонував використовувати математичну логіку в техніці.

## Публікації
- Пуанкаре А., Эренфесты Т. и П., фон Нейман Дж. Работы по статистической механике. — Ижевск : РХД, 2011. — 282 с. — ISBN 978-5-93972-890-4. (рос.)
- Эренфест П. Относительность. Кванты. Статистика: Сборник статей / П. Эренфест. — М. : Наука, 1972. — 360 с. (рос.)